# Parada Alemoa
A Parada Alemoa foi uma estação ferroviária pertencente a Estrada de Ferro Santos-Jundiaí.

## História
Foi aberta em 1920 como posto telegráfico pela São Paulo Railway (SPR), operando até 1996, quando o serviço de trens suburbanos foi suprimido e a linha foi entregue à concessionária MRS, que hoje a controla.
Após isso, serviu durante anos como moradia, às margens da estrada velha de Santos, ao lado do viaduto da Alemoa.
Foi demolida em 2004, restando apenas a linha passando por ali, ao lado do viaduto.

### Acidente
A região já foi palco de um acidente ferroviário, em 1892, onde uma locomotiva que seguia para São Vicente saltou do trilho por conta de uma pedra que fora colocada em um ponto de desvio. A locomotiva atingiu uma pessoa que estava no local, que morreu na hora.
O primeiro carro de passageiros caiu do lado oposto, e os passageiros presentes nele tiveram contusões, já os outros carros não sofreram nada.